# Furukawa Yuki
Furukawa Yūki (古川 雄輝 (Cổ-Xuyên Hùng-Huy) sinh ngày 18 tháng 12 năm 1987) là một diễn viên Nhật Bản.

## Tiểu sử
Sinh ra trong một gia đình khá giả, có bố là bác sĩ và là nhà nghiên cứu nổi tiếng trong giới y khoa. Năm 7 tuổi, Yuki cùng gia đình chuyển tới Canada sinh sống. Sau khi tốt nghiệp cấp 2 tại Canada, Yuki một mình tới New York theo học cấp 3. Tại đây, ngay từ năm thứ nhất, Yuki đã tham gia Breakdance và trở thành thành viên đội bóng rổ của trường.
Năm 19 tuổi, Yuki trở về Nhật Bản và theo học tại Đại học Keio chuyên ngành Khoa học kỹ thuật. Ngay từ nhỏ Yuki đã thể hiện mong muốn trở thành bác sĩ như bố nên cậu chọn ngành Khoa học và công nghệ với ý định theo ngành bác sĩ trong tương lai.

## Trở về Nhật Bản và thành công bước đầu tại Đại học Keio
Trở lại Nhật Bản, Yuki gặp vấn đề trong việc thích ứng lại với văn hóa và nếp sống Nhật. Cách nói chuyện, nhìn nhận và đánh giá vấn đề đầy tự tin và cởi mở theo văn hóa phương Tây khiến Yuki gặp nhiều rắc rối trong giao tiếp, thường bị hiểu lầm là vô lễ. Bởi vậy Yuki đã nỗ lực rất nhiều để cải thiện và thích nghi. Theo Yuki nói thì cuộc sống học đường của Yuki khá vất vả, khắc nghiệt trong môi trường có tính cạnh tranh, ganh đua cao. Khi đó cuộc sống chỉ gói gọn trong việc cả ngày học và nghiên cứu trên trường, tối về phòng tập nhảy cùng đội đến khuya thì về ăn cơm.
Tháng 11 năm 2009, Furukawa Yuki đạt giải trong cuộc thi "Mr. Keio", một cuộc thi nổi tiếng, diễn ra thường niên tại đại học Keio. Tháng 3.2010, Yuki đã nhận được giải thưởng đặc biệt của cuộc thi "kỷ niệm 50 năm của công ty diễn xuất Horipo" vì khả năng diễn xuất cũng như kỹ năng Tiếng Anh của cậu được đánh giá rất cao.
Năm 2011, Yuki trở lại New York để theo học thạc sĩ ngành thiết kế hệ thống kỹ thuật.

## Tham gia Itazura na Kiss
Với vai diễn Irie Naoki trong phim Itazura na Kiss, Yuki đã được đạo diễn Nagata lựa chọn ngay từ lần đầu tiên tiếp xúc qua webcam (khi đó Yuki đang ở London). Đạo diễn cho biết Furukawa Yuki trong đời sống thực tế rất gần giống với nhân vật Irie Naoki của manga. Khi được chọn làm nam diễn viên chính, vừa lộ diện đã bị "ném đá" vì ... quá xấu. Ngạc nhiên hơn, khi bộ phim lên sóng, không ít khán giả lại quay sang ca ngợi Furukawa Yuki "càng nhìn càng thấy đẹp trai". Sau thành công của bộ phim, vào ngày 21 tháng 7 năm 2013, Yuki đã có một cuộc họp fan hâm mộ tại Thượng Hải, Trung Quốc. Anh cũng có lập fanpage trên Weibo-một mạng xã hội Trung Quốc và trong vòng chưa đầy bốn tháng sau khi lập, số lượng người theo dõi đã tăng lên hơn 600.000 người.

## Phim điện ảnh
- Kiyoku Yawaku (2013) - Kiyomasa Komine
- Goose Bumps The Movie | Torihada Gekijo (2012)
- Miss Boy II | Yuujo no yukue hen (2012)
- High School Debut | Koko Debut (2011) - Yui Asaoka
- Men's Eggs (2011) - Keita

## Phim truyền hình
- Itazura na Kiss-Love in Tokyo 2 (Fuji TV/ 2014) - Naoki Irie
- Itazura na Kiss-Love in Tokyo (Fuji TV / 2013) - Naoki Irie
- Rich Man, Poor Woman | Ricchiman Puauman (Fuji TV / 2012) - Tomoki Kuga
- Bitter Sugar | Bitaa Shugaa (NHK / 2011) - ep.7-8
- 99 days with the Superstar | Boku to Star no 99 Nichi]] (Fuji TV / 2011) - Sumiyoshi Natsume
- Asuko March! (TV Asahi / 2011) - Tetsuro Kishi